# Mezzogiorno. XXII secolo
Polden', XXII vek (Полдень, XXII век), tradotto letteralmente "Mezzogiorno, XXII secolo", è un romanzo di fantascienza dei fratelli Strugackij pubblicato in Unione Sovietica per la prima volta nel 1967 in settantacinquemila copie da Detskaja Literatura. Una parte del libro (Il ritorno) era stata già edita in precedenza. Rientra nel ciclo di opere che gli autori hanno dedicato all'esplorazione del cosmo da parte dei terrestri (come Il paese delle nubi purpuree, La via verso Amaltea, Apprendisti).

## Trama
L'uomo ha da poco sconfitto fame, cupidigia e ignoranza e ha raggiunto il "Mezzogiorno", il raggiungimento della piena maturità dell'essere umano. Marte è colonizzato, Venere terraformata. Si scoprono civiltà extraterrestri e tracce di un'antica quanto misteriosa intelligenza aliena. Tuttavia gli esseri umani conservano i loro difetti e i loro problemi.

## Struttura
L'opera è composta di venti racconti scritti tutti tra il 1959 e il 1962 (poi rilavorati nel 1967), raggruppati in quattro sezioni distinte, ciascuna delle quali riferite ad un periodo di tempo più o meno omogeneo e che abbracciano complessivamente due secoli di storia, dal futuro più prossimo a oltre (dal 1989 al 2189). Molti dei personaggi e degli eventi citati si ritrovano in altri romanzi degli autori (ad esempio in Catastrofe planetaria, È difficile essere un dio ecc.).
prima parte: Quasi gli stessi
- Notte su Marte
- Quasi gli stessi

In questa prima parte si narrano alcuni eventi nel futuro prossimo: un viaggio su Marte, dove nasce il primo bambino (e i pericoli delle temibili  "sanguisughe volanti"); Kondratev studia all'accademia spaziale.
seconda parte: Il ritorno
- Un matusa (racconto edito in italia, ne I nipoti di Zamjàtin. Antologia di fantascienza sovietica, Lunarionuovo, 1986)
- I cospiratori
- Cronaca
- I due del "Tajmyr"
- Le strade semoventi
- Tovaglia magica (in alcune edizioni questo racconto è stato omesso)
- Il ritorno (anche noto come "I pazienti del dottor Protos")

Nella seconda parte Kondratev e Slavin (il primo bambino nato su Marte) fanno ritorno sulla Terra dopo un viaggio di 150 anni tra le pieghe dello spazio-tempo. Ormai è il XXII secolo. Sono come dei relitti in un pianeta che ormai è per loro alieno. Devono adattarsi alla nuova vita. La seconda parte introduce anche una serie di personaggi e situazioni che saranno sviluppati meglio in quella successiva.
terza parte: Un pianeta con tutti i confort
- Tormento dello spirito
- Truppe da sbarco
- Ricerca in profondità
- Il mistero della gamba posteriore
- Candele davanti alla consolle
- Scienze naturali nel mondo delle anime
- Su vagabondi e viaggiatori
- Un pianeta ben sviluppato

quarta parte: Come sarete
- Fallimento (noto anche come Il bianco cono di Alaid, ma in una versione leggermente diversa, edito in 14 racconti di fantascienza russa, a cura di Jacques Bergier, Feltrinelli, 1961)
- Appuntamento
- Come sarete

Si approfondisce la strada che l'umanità deve ancora percorrere per sfruttare appieno il proprio potenziale.

## Critica
L'uomo ha da poco sconfitto fame, cupidigia e ignoranza e ha raggiunto quella che si potrebbe definire l'utopia socialista (questo gli autori intendono con "Mezzogiorno", il raggiungimento della piena maturità dell'essere umano). In questo senso l'opera è concepita come una risposta a La nebulosa di Andromeda di Ivan Efremov, sebbene se ne discosti fortemente sia nelle finalità (gli Strugatskij non intendono costruire utopie) sia nei soggetti rappresentati (le persone del futuro sono per lo più identiche alle persone del presente e non vengono idealizzate). Marte è colonizzato, Venere terraformata. Si scoprono civiltà extraterrestri e tracce di un'antica quanto misteriosa intelligenza aliena. Tuttavia, non è tutto così perfetto nell'utopia strugatskiana del XXII secolo. Gli esseri umani conservano i loro difetti e i loro problemi.
Vari commentatori, al quesito se i fratelli Strugatskij siano riusciti a scrivere un'utopia, hanno risposto negativamente. Ad esempio, Vsevolod Revič afferma: «No, gli Strugatskij non hanno trovato sé stessi in questo genere. Non sono riusciti a realizzare una Grande Utopia. L'utopia presuppone la descrizione delle infrastrutture di una società ideale, istruzione, educazione, famiglia, etica, potere, economia... Le costruzioni logiche delle utopie quasi sempre entrano in conflitto con la rappresentazione dei destini individuali, non per niente esiste l'opinione consolidata che l'utopia abbia poco a che fare con la letteratura. E gli Strugatskij si sentivano degli artisti che tentavano di riflettere ansie globali tramite la rappresentazione di concreti destini individuali»
«Il libro riafferma i temi preferiti di questo periodo (la natura dell'eroismo, l'inevitabilità del progresso, la desiderabilità del lavoro, il valore dei bambini e la valenza dell'individuo) e ne tocca alcuni che domineranno le opere successive degli Strugatskij, come l'incomprensibilità dell'alieno» (così Stephen W. Potts, in The second marxian invasion. The fiction of the Strugatsky brothers, Wildsidepress, 1991).

## Storia editoriale
Molte le traduzioni. In occidente, vanno ricordate:
- l'edizione francese (Les revenants des étoiles) del 1963 (ed. Hachette)
- l'edizione americana (Noon: 22nd Century) del 1978 (Macmillan), con introduzione di Theodore Sturgeon
- le edizioni tedesche (Mittag, 22. Jahrhundert) del 1980, 1984 e 2013 (in raccolta con altre opere)

Ad oggi (aprile 2020) manca una traduzione italiana, ad eccezione dei due racconti indicati.